# Via XX Settembre (Lodi)
Via XX Settembre è una delle strade più importanti del centro storico della città italiana di Lodi.

## Storia
La strada, tracciata nei primi secoli della nuova Lodi, attraversava la città da sud a nord congiungendo due porte urbiche: aveva inizio dalla porta Pavese (sita dove oggi si apre il piazzale Medaglie d'Oro), e terminava oltre l'attuale piazza Ospitale presso la porta aperta verso l'Adda, nella zona detta Serravalle.
Fino all'Unità d'Italia la strada non aveva una denominazione unitaria, ma era divisa in quattro tronchi stradali denominati da quattro edifici sacri: il primo tratto, fino all'attuale via Marsala, era denominato «contrada di San Pietro», dal nome del monastero omonimo; il breve tratto successivo, fino all'attuale corso Roma, era denominato «contrada di San Michele», dal nome della chiesa parrocchiale che vi prospettava; quindi, fino a via Volturno si aveva la «contrada di San Tommaso», dal nome della chiesa del Seminario; e infine l'ultimo tratto portava il nome di «contrada di San Damiano», dal nome dell'omonima chiesa.
Nel 1863, in occasione della riforma odonomastica delle strade laudensi, assunse il nome di «via Pompeia», in onore di Pompeo Strabone, fondatore dell'antica Lodi. Il nome attuale fu preso nel 1895, nel 25º anniversario della presa di Roma.
Dal 1880 al 1921 la strada fu percorsa dalla tranvia proveniente dalla stazione di Porta Pompea e diretta verso Crema e verso Treviglio.

## Caratteristiche
La strada ha origine dal piazzale Medaglie d'Oro e si dirige verso nord attraversando il centro storico della città, terminando in piazza Ospitale.
La via è fiancheggiata da numerosi edifici storici, fra i quali spiccano i palazzi Modignani e Mozzanica e l'ex chiesa di San Tommaso.